# Grand Prix Japonii 2024
Grand Prix Japonii 2024, oficjalnie Formula 1 MSC Cruises Japanes Grand Prix 2024 – czwarta runda Mistrzostw Świata Formuły 1 w sezonie 2024. Weekend Grand Prix odbył się w dniach 5–7 kwietnia 2024 na torze Suzuka International Racing Course w Suzuce. Hat trick w postaci zdobycia pole position, wygrania wyścigu oraz uzyskania najszybszego okrążenia w wyścigu zdobył Max Verstappen (Red Bull Racing). Na podium stanęli również Sergio Pérez (Red Bull Racing) oraz Carlos Sainz Jr. (Ferrari).

## Lista startowa
Ayumu Iwasa zastąpił Daniela Ricciardo w zespole Visa Cash App RB F1 Team w pierwszym piątkowym treningu. Dla Japończyka był to debiut podczas oficjalnej sesji Grand Prix.
Na niebieskim tle kierowcy biorący udział jedynie w piątkowych treningach.
| Nr          | Kierowca         | Zespół                        | Samochód                          | Silnik              | Opony |
| ----------- | ---------------- | ----------------------------- | --------------------------------- | ------------------- | ----- |
| 1           | Max Verstappen   | Oracle Red Bull Racing        | Red Bull RB20                     | Honda RBPTH002      | P     |
| 2           | Logan Sargeant   | Williams Racing               | Williams FW46                     | Mercedes-AMG F1 M15 | P     |
| 3           | Daniel Ricciardo | Visa Cash App RB F1 Team      | RB VCARB 01                       | Honda RBPTH002      | P     |
| 4           | Lando Norris     | McLaren Formula 1 Team        | McLaren MCL38                     | Mercedes-AMG F1 M15 | P     |
| 10          | Pierre Gasly     | BWT Alpine F1 Team            | Alpine A524                       | Renault E-Tech RE24 | P     |
| 11          | Sergio Pérez     | Oracle Red Bull Racing        | Red Bull RB20                     | Honda RBPTH002      | P     |
| 14          | Fernando Alonso  | Aston Martin Aramco F1 Team   | Aston Martin AMR24                | Mercedes-AMG F1 M15 | P     |
| 16          | Charles Leclerc  | Scuderia Ferrari              | Ferrari SF-24                     | Ferrari 066/12      | P     |
| 18          | Lance Stroll     | Aston Martin Aramco F1 Team   | Aston Martin AMR24                | Mercedes-AMG F1 M15 | P     |
| 20          | Kevin Magnussen  | MoneyGram Haas F1 Team        | Haas VF-24                        | Ferrari 066/10      | P     |
| 22          | Yūki Tsunoda     | Visa Cash App RB F1 Team      | RB VCARB 01                       | Honda RBPTH002      | P     |
| 23          | Alexander Albon  | Williams Racing               | Williams FW46                     | Mercedes-AMG F1 M15 | P     |
| 24          | Zhou Guanyu      | Kick Sauber F1 Team           | Kick Sauber C44                   | Ferrari 066/12      | P     |
| 27          | Nico Hülkenberg  | MoneyGram Haas F1 Team        | Haas VF-24                        | Ferrari 066/10      | P     |
| 31          | Esteban Ocon     | BWT Alpine F1 Team            | Alpine A524                       | Renault E-Tech RE24 | P     |
| 40          | Ayumu Iwasa      | Visa Cash App RB F1 Team      | RB VCARB 01                       | Honda RBPTH002      | P     |
| 44          | Lewis Hamilton   | Mercedes-AMG PETRONAS F1 Team | Mercedes-AMG F1 W15 E Performance | Mercedes-AMG F1 M15 | P     |
| 55          | Carlos Sainz Jr. | Scuderia Ferrari              | Ferrari SF-24                     | Ferrari 066/12      | P     |
| 63          | George Russell   | Mercedes-AMG PETRONAS F1 Team | Mercedes-AMG F1 W15 E Performance | Mercedes-AMG F1 M15 | P     |
| 77          | Valtteri Bottas  | Kick Sauber F1 Team           | Kick Sauber C44                   | Ferrari 066/12      | P     |
| 81          | Oscar Piastri    | McLaren Formula 1 Team        | McLaren MCL38                     | Mercedes-AMG F1 M15 | P     |
| Źródło: FIA |                  |                               |                                   |                     |       |

## Wyniki

### Najlepsze czasy sesji treningowych
Drugi trening odbył się w deszczowych warunkach.
| Sesja       | Nr | Kierowca       | Konstruktor                | Czas     | Okr. |
| ----------- | -- | -------------- | -------------------------- | -------- | ---- |
| 1           | 1  | Max Verstappen | Red Bull Racing-Honda RBPT | 1:30,056 | 18   |
| 2           | 81 | Oscar Piastri  | McLaren-Mercedes           | 1:34,725 | 7    |
| 3           | 1  | Max Verstappen | Red Bull Racing-Honda RBPT | 1:29,563 | 23   |
| Źródło: FIA |    |                |                            |          |      |

### Kwalifikacje
| P           | Nr | Kierowca         | Konstruktor                  | Czasy w kwalifikacjach | Czasy w kwalifikacjach | Czasy w kwalifikacjach | Poz. s. |
| P           | Nr | Kierowca         | Konstruktor                  | Q1                     | Q2                     | Q3                     | Poz. s. |
| ----------- | -- | ---------------- | ---------------------------- | ---------------------- | ---------------------- | ---------------------- | ------- |
| 1           | 1  | Max Verstappen   | Red Bull Racing-Honda RBPT   | 1:28,866               | 1:28,740               | 1:28,197               | 1       |
| 3           | 11 | Sergio Pérez     | Red Bull Racing-Honda RBPT   | 1:29,303               | 1:28,752               | 1:28,263               | 2       |
| 3           | 4  | Lando Norris     | McLaren-Mercedes             | 1:29,536               | 1:28,940               | 1:28,489               | 3       |
| 4           | 55 | Carlos Sainz Jr. | Ferrari                      | 1:29,513               | 1:29,099               | 1:28,682               | 4       |
| 5           | 14 | Fernando Alonso  | Aston Martin Aramco-Mercedes | 1:29,254               | 1:29,082               | 1:28,686               | 5       |
| 6           | 81 | Oscar Piastri    | McLaren-Mercedes             | 1:29,425               | 1:29,148               | 1:28,760               | 6       |
| 7           | 44 | Lewis Hamilton   | Mercedes                     | 1:29,661               | 1:28,887               | 1:28,766               | 7       |
| 8           | 16 | Charles Leclerc  | Ferrari                      | 1:29,338               | 1:29,140               | 1:28,786               | 8       |
| 9           | 63 | George Russell   | Mercedes                     | 1:29,799               | 1:29,140               | 1:29,008               | 9       |
| 10          | 22 | Yūki Tsunoda     | RB-Honda RBPT                | 1:29,775               | 1:29,417               | 1:29,413               | 10      |
| 11          | 3  | Daniel Ricciardo | RB-Honda RBPT                | 1:29,727               | 1:29,472               |                        | 11      |
| 12          | 27 | Nico Hülkenberg  | Haas-Ferrari                 | 1:29,821               | 1:29,494               |                        | 12      |
| 13          | 77 | Valtteri Bottas  | Kick Sauber-Ferrari          | 1:29,602               | 1:29,593               |                        | 13      |
| 14          | 23 | Alexander Albon  | Williams-Mercedes            | 1:29,963               | 1:29,714               |                        | 14      |
| 15          | 31 | Esteban Ocon     | Alpine-Renault               | 1:29,811               | 1:29,816               |                        | 15      |
| 16          | 18 | Lance Stroll     | Aston Martin Aramco-Mercedes | 1:30,024               |                        |                        | 16      |
| 17          | 10 | Pierre Gasly     | Alpine-Renault               | 1:30,119               |                        |                        | 17      |
| 18          | 20 | Kevin Magnussen  | Haas-Ferrari                 | 1:30,131               |                        |                        | 18      |
| 19          | 2  | Logan Sargeant   | Williams-Mercedes            | 1:30,139               |                        |                        | 19      |
| 20          | 24 | Zhou Guanyu      | Kick Sauber-Ferrari          | 1:30,143               |                        |                        | 20      |
| Źródło: FIA |    |                  |                              |                        |                        |                        |         |

### Wyścig
| P           | Nr | Kierowca         | Konstruktor                  | Okr. | Czas                     | Poz. s. | +/−       | Punkty |
| ----------- | -- | ---------------- | ---------------------------- | ---- | ------------------------ | ------- | --------- | ------ |
| 1           | 1  | Max Verstappen   | Red Bull Racing-Honda RBPT   | 53   | 1:54:23,566              | 1       | Bez zmian | 25+1   |
| 2           | 11 | Sergio Pérez     | Red Bull Racing-Honda RBPT   | 53   | +12,535                  | 2       | Bez zmian | 18     |
| 3           | 55 | Carlos Sainz Jr. | Ferrari                      | 53   | +20,866                  | 4       | 1         | 15     |
| 4           | 16 | Charles Leclerc  | Ferrari                      | 53   | +26,522                  | 8       | 4         | 12     |
| 5           | 4  | Lando Norris     | McLaren-Mercedes             | 53   | +29,700                  | 3       | 2         | 10     |
| 6           | 14 | Fernando Alonso  | Aston Martin Aramco-Mercedes | 53   | +44,272                  | 5       | 1         | 8      |
| 7           | 63 | George Russell   | Mercedes                     | 53   | +45,951                  | 9       | 2         | 6      |
| 8           | 81 | Oscar Piastri    | McLaren-Mercedes             | 53   | +47,525                  | 6       | 2         | 4      |
| 9           | 44 | Lewis Hamilton   | Mercedes                     | 53   | +48,626                  | 7       | 2         | 2      |
| 10          | 22 | Yūki Tsunoda     | RB-Honda RBPT                | 52   | +1 okrążenie             | 10      | Bez zmian | 1      |
| 11          | 27 | Nico Hülkenberg  | Haas-Ferrari                 | 52   | +1 okrążenie             | 12      | 1         |        |
| 12          | 18 | Lance Stroll     | Aston Martin Aramco-Mercedes | 52   | +1 okrążenie             | 16      | 4         |        |
| 13          | 20 | Kevin Magnussen  | Haas-Ferrari                 | 52   | +1 okrążenie             | 18      | 5         |        |
| 14          | 77 | Valtteri Bottas  | Kick Sauber-Ferrari          | 52   | +1 okrążenie             | 13      | 1         |        |
| 15          | 31 | Esteban Ocon     | Alpine-Renault               | 52   | +1 okrążenie             | 15      | Bez zmian |        |
| 16          | 10 | Pierre Gasly     | Alpine-Renault               | 52   | +1 okrążenie             | 17      | 1         |        |
| 17          | 2  | Logan Sargeant   | Williams-Mercedes            | 52   | +1 okrążenie             | 19      | 2         |        |
| NS          | 24 | Zhou Guanyu      | Kick Sauber-Ferrari          | 12   | NU (skrzynia biegów)     | 20      |           |        |
| NS          | 3  | Daniel Ricciardo | RB-Honda RBPT                | 0    | NU (kolizja z Albonem)   | 11      |           |        |
| NS          | 23 | Alexander Albon  | Williams-Mercedes            | 0    | NU (kolizja z Ricciardo) | 14      |           |        |
| Źródło: FIA |    |                  |                              |      |                          |         |           |        |

### Najszybsze okrążenie
| Nr          | Kierowca       | Konstruktor                | Czas     | Okr. |
| ----------- | -------------- | -------------------------- | -------- | ---- |
| 1           | Max Verstappen | Red Bull Racing-Honda RBPT | 1:33,706 | 50   |
| Źródło: FIA |                |                            |          |      |

### Prowadzenie w wyścigu
| Nr                              | Kierowca         | Konstruktor                | Okrążenia          | Suma |
| ------------------------------- | ---------------- | -------------------------- | ------------------ | ---- |
| 1                               | Max Verstappen   | Red Bull Racing-Honda RBPT | 1–16, 21–34, 36–53 | 48   |
| 16                              | Charles Leclerc  | Ferrari                    | 17–20              | 4    |
| 55                              | Carlos Sainz Jr. | Ferrari                    | 35                 | 1    |
| \| Wykres \| \| ------ \| \| \| |                  |                            |                    |      |
| Źródło: StatsF1                 |                  |                            |                    |      |
| Wykres                          |                  |                            |                    |      |
|                                 |                  |                            |                    |      |

## Klasyfikacja po wyścigu

### Kierowcy
| P           | +/−       | Kierowca         | Zgł. | Punkty | P1 | P2 | P3 | PP | NO | NS | NU |
| ----------- | --------- | ---------------- | ---- | ------ | -- | -- | -- | -- | -- | -- | -- |
| 1           | Bez zmian | Max Verstappen   | 4    | 77     | 3  | –  | –  | 4  | 2  | 1  | 1  |
| 2           | 1         | Sergio Pérez     | 4    | 64     | –  | 3  | –  | –  | –  | –  | –  |
| 2           | 1         | Charles Leclerc  | 4    | 59     | –  | 1  | 1  | –  | 2  | –  | –  |
| 4           | Bez zmian | Carlos Sainz Jr. | 3    | 55     | 1  | –  | 2  | –  | –  | –  | –  |
| 5           | 1         | Lando Norris     | 4    | 37     | –  | –  | 1  | –  | –  | –  | –  |
| 6           | 1         | Oscar Piastri    | 4    | 32     | –  | –  | –  | –  | –  | –  | –  |
| 7           | Bez zmian | George Russell   | 4    | 24     | –  | –  | –  | –  | –  | –  | 1  |
| 8           | Bez zmian | Fernando Alonso  | 4    | 24     | –  | –  | –  | –  | –  | –  | –  |
| 9           | 1         | Lewis Hamilton   | 4    | 10     | –  | –  | –  | –  | –  | 1  | 1  |
| 10          | 1         | Lance Stroll     | 4    | 9      | –  | –  | –  | –  | –  | 1  | 1  |
| 11          | Bez zmian | Yūki Tsunoda     | 4    | 7      | –  | –  | –  | –  | –  | –  | –  |
| 12          | Bez zmian | Oliver Bearman   | 1    | 6      | –  | –  | –  | –  | –  | –  | –  |
| 13          | Bez zmian | Nico Hülkenberg  | 4    | 3      | –  | –  | –  | –  | –  | –  | –  |
| 14          | Bez zmian | Kevin Magnussen  | 4    | 1      | –  | –  | –  | –  | –  | –  | –  |
| 15          | Bez zmian | Alexander Albon  | 4    | 0      | –  | –  | –  | –  | –  | 1  | 1  |
| 16          | Bez zmian | Zhou Guanyu      | 4    | 0      | –  | –  | –  | –  | –  | 1  | 1  |
| 17          | Bez zmian | Daniel Ricciardo | 4    | 0      | –  | –  | –  | –  | –  | 1  | 1  |
| 18          | Bez zmian | Esteban Ocon     | 4    | 0      | –  | –  | –  | –  | –  | –  | –  |
| 19          | Bez zmian | Pierre Gasly     | 4    | 0      | –  | –  | –  | –  | –  | 1  | 1  |
| 20          | Bez zmian | Valtteri Bottas  | 4    | 0      | –  | –  | –  | –  | –  | –  | –  |
| 21          | Bez zmian | Logan Sargeant   | 3    | 0      | –  | –  | –  | –  | –  | –  | –  |
| Źródło: FIA |           |                  |      |        |    |    |    |    |    |    |    |

### Konstruktorzy
| P           | +/-       | Konstruktor                  | Zgł. | Punkty | P1 | P2 | P3 | PP | NO | NS | NU |
| ----------- | --------- | ---------------------------- | ---- | ------ | -- | -- | -- | -- | -- | -- | -- |
| 1           | Bez zmian | Red Bull Racing-Honda RBPT   | 8    | 141    | 3  | 3  | –  | 4  | 2  | 1  | 1  |
| 2           | Bez zmian | Ferrari                      | 8    | 120    | 1  | 1  | 3  | –  | 2  | –  | –  |
| 3           | Bez zmian | McLaren-Mercedes             | 8    | 69     | –  | –  | 1  | –  | –  | –  | –  |
| 4           | Bez zmian | Mercedes                     | 8    | 34     | –  | –  | –  | –  | –  | 1  | 2  |
| 5           | Bez zmian | Aston Martin Aramco-Mercedes | 8    | 33     | –  | –  | –  | –  | –  | 1  | 1  |
| 6           | Bez zmian | RB-Honda RBPT                | 8    | 7      | –  | –  | –  | –  | –  | 1  | 1  |
| 7           | Bez zmian | Haas-Ferrari                 | 8    | 4      | –  | –  | –  | –  | –  | –  | –  |
| 8           | Bez zmian | Williams-Mercedes            | 7    | 0      | –  | –  | –  | –  | –  | 1  | 1  |
| 9           | Bez zmian | Kick Sauber-Ferrari          | 8    | 0      | –  | –  | –  | –  | –  | 1  | 1  |
| 10          | Bez zmian | Alpine-Renault               | 8    | 0      | –  | –  | –  | –  | –  | 1  | 1  |
| Źródło: FIA |           |                              |      |        |    |    |    |    |    |    |    |